# Šumiac
Šumiac – wieś (obec) na Słowacji położona w kraju bańskobystrzyckim, w powiecie Brezno. Pierwsze wzmianki o miejscowości pochodzą z roku 1573. Wieś znajduje się w Niżnych Tatrach na południowych zboczach masywu Kráľova hoľa i dla turystów jest popularnym punktem wypadowym na ten szczyt. Według danych z dnia 31 grudnia 2012, wieś zamieszkiwało 1316 osób, w tym 687 kobiet i 629 mężczyzn.
W 2001 roku rozkład populacji względem narodowości i przynależności etnicznej wyglądał następująco:
- Słowacy – 83,03%
- Czesi – 0,27%
- Romowie – 16,36%

Ze względu na wyznawaną religię struktura mieszkańców kształtowała się w 2001 roku następująco:
- Katolicy rzymscy – 16,09%
- Grekokatolicy – 75,12%
- Ewangelicy – 0,88%
- Prawosławni – 2,57%
- Ateiści – 2,43%
- Nie podano – 1,76%

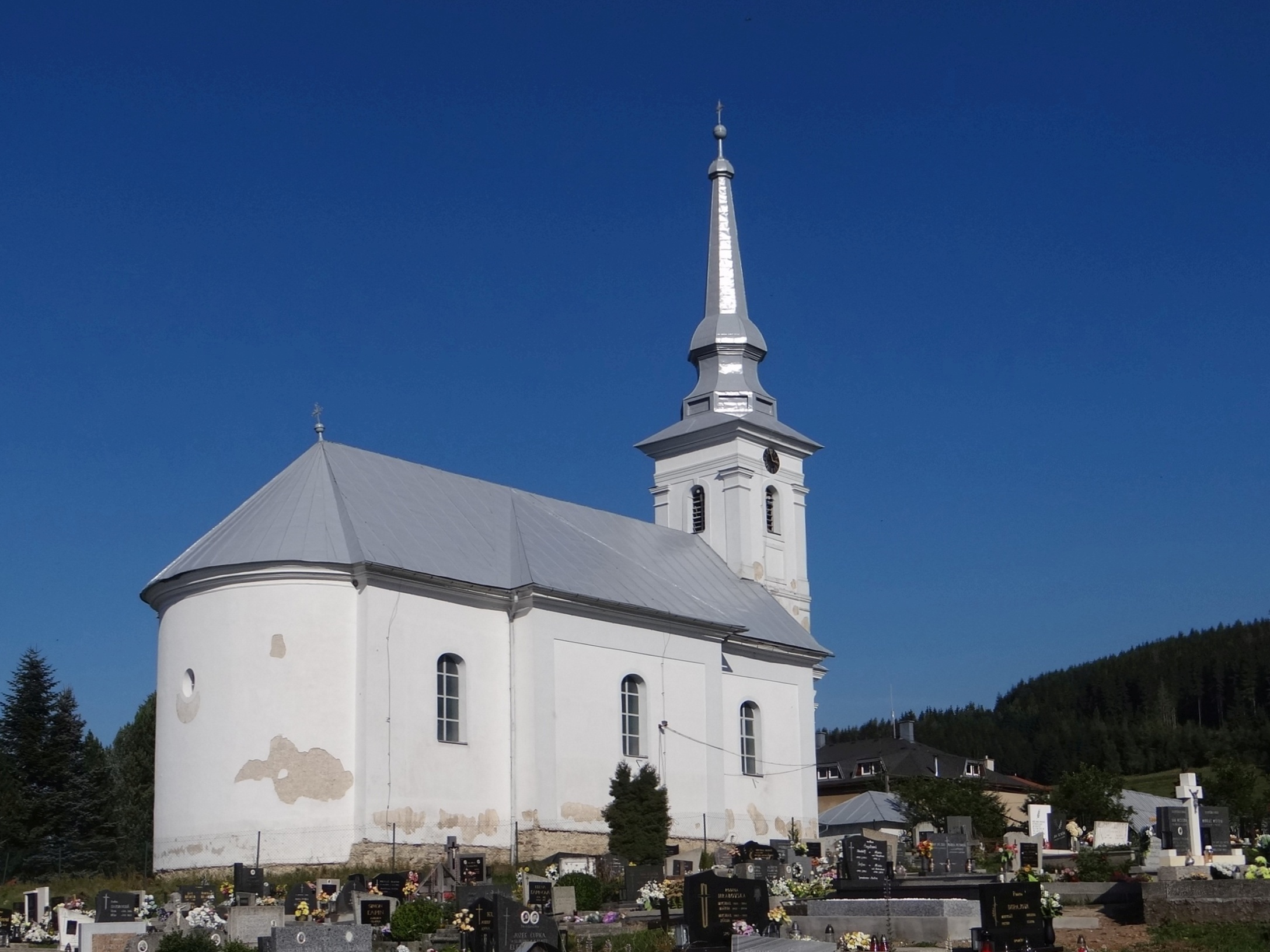
Kościół
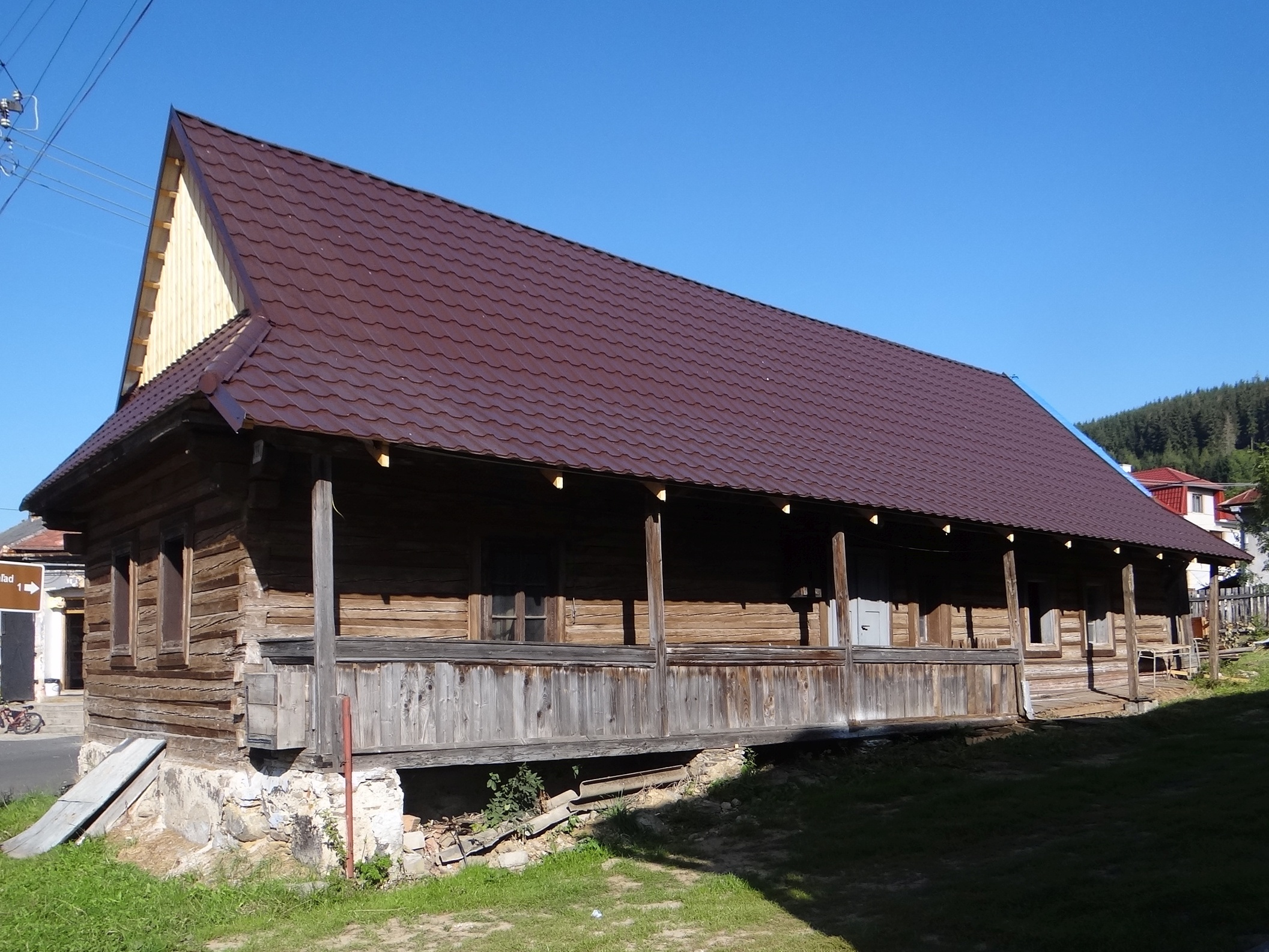
Jeden z domów
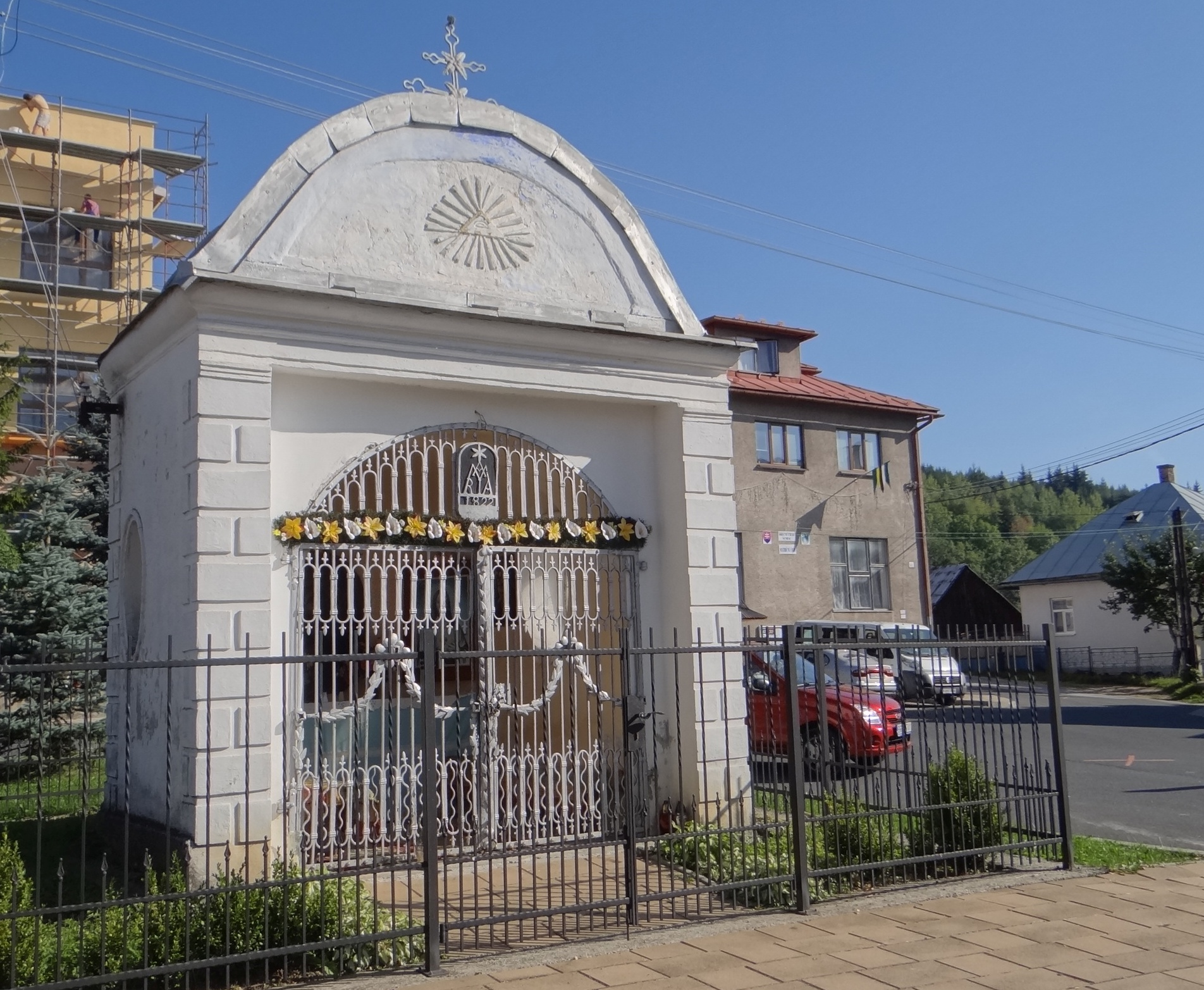
Kaplica